# Джорджія Гірст
Джорджія Октавія Гірст (англ. Georgia Octavia Hirst; нар. 26 грудня 1994, Оксфорд, Оксфордшир, Англія) — англійська акторка. Відома за ролю Торві в історичному телесеріалі «Вікінги».

## Біографія
Народилася на день подарунків в Оксфорді, Англія. Її батько, Майкл Гірст, відомий сценарист і кінопродюсер. У неї є старша сестра Меді Гірст, яка знялася разом з нею у «Вікінгах». Акторську майстерність вивчала в «Драматичному центрі Лондона».

## Кар'єра
Більшу частину своєї ранньої акторської кар'єри присвятила телесеріалу «Вікінги», де починаючи з другого сезону, грала роль Торві.
У 2018 році зіграла в короткометражному фільмі «Dungeness» Стівена Гейтса де була єдиною акторкою, а також зіграла роль Беккі в зомбі-фільмі жахів «Ravers», світова прем'єра якого відбулася на Лондонському кінофестивалі «FrightFest» у 2018 році. Через два роки зіграла роль Грейс в інтерактивній відеогрі «Five Dates». В 2021 році взяла участь в зйомках кліпів на пісні «Rise» виконавця Калума Скотта і «Let It Be» яку виконує Шона МакҐарті.

## Особисте життя
У 2017 році Гірст виступила на «Sky News», де закликала молодих фанаток робити регулярні профілактичні тести після того, як у неї самої у віці 22 років діагностували передракові клітини. Після цього Гірст взяла участь у подкасті Міки Сіммонс «The Happy Vagina» на ту ж тему.

### Благодійність
У 2021 році приєдналась до проєкту «The Celebs», щоб записати кавер на класичну пісню «Let It Be» гурту «The Beatles» на підтримку благодійної організації «Mind», реліз якої відбувся 3 грудня 2021 року.

## Фільмографія
| Рік       |    | Українська назва | Оригінальна назва                  | Роль  |
| --------- | -- | ---------------- | ---------------------------------- | ----- |
| 2014—2020 | с  | Вікінги          | Vikings                            | Торві |
| 2018      | ф  |                  | Ravers                             | Беккі |
| 2018      | кф |                  | Dungeness                          | жінка |
| 2020      | вг |                  | Five Dates                         | Ґрейс |
| 2020      | кф |                  | Woman of Your Dreams               | жінка |
| 2022      | вг |                  | Deathtrap Dungeon: The Golden Room |       |
| 2023      | ф  |                  | To England, With Love              | Алі   |